# Localizer
Localizer är en del av ett flygplans ILS (Instrument Landing System), och hjälper piloten med att följa rätt kurs inför den avslutande delen av inflygningen (approachen). 
 Den andra delen av ILS är glideslope. Localizer kan dock användas fristående utan glideslope, höjdminskningen under inflygningen sker då med andra hjälpmedel som referens, till exempel NDB, DME, eller marker beacons.
En riktad radiostråle (i frekvensområdet kring 102-118 MHz) sänds ut från den tilltänkta landningsbanan och dess frekvens ställs in på flygplanets navigationsradio. När flygplanet närmar sig radiostrålen, syns detta i förarkabinen på flygplanets HSI- eller OBI-instrument som en nålmarkör som närmar sig ett fast streck. Det gäller då för piloten att svänga på så vis att nålindikatorn stannar framför det fasta strecket i mitten. Detta sker vanligen på ett avstånd av 6-10 nm från landningsbanan och på en höjd av ca 3000-4000 fot (motsv drygt 1 km; fot är dock standardenhet för höjd inom flyg). När man på detta vis kommit på samma kurs som localizerstrålen är nästa steg att samtidigt med att hålla kursen börja sänka höjden i förhållande till kvarvarande avstånd till landningsbanan.
Ovanstående fungerar på samma sätt oavsett om piloterna använder autopilot eller flyger manuellt. Avancerade autopiloter kan dock ställas in för att automatiskt "fånga localizern" - detta utgör dock ingen garanti för att det lyckas. Strålen måste nå flygplanet och har bara en viss räckvidd. Flygplanet måste ligga på någorlunda rätt höjd, inte ha för hög hastighet (helst under 220 knop) och infallsvinkeln mot strålen får inte vara för stor.